# وادفرداد

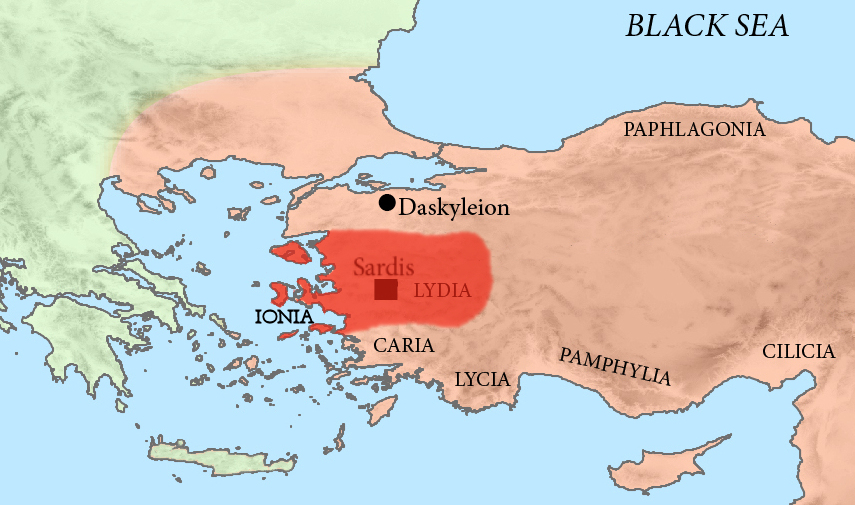
وادفرداد ساتراپ لیدیه بود که سرزمین ایونیا را نیز شامل می شد.

وادفرداد (به یونانی: Aὐτoφραδάτης) (اتوفرادتس) در قرن ۴ پیش از میلاد زندگی می‌کرد یک پارسی که خودش را به عنوان ساتراپ لیدی در دوران اردشیر دوم هخامنشی و یک ژنرال و فرمانده در دوران اردشیر سوم هخامنشی و داریوش سوم هخامنشی متمایز ساخت.

## به عنوان ساتراپ لیدی
در طول سلطنت اردشیر دوم، وادفرداد توسط اردشیر برای سرکوب شورش ساتراپ کاپادوکیه داتامش منصوب شد. او با لشکری انبوه برای سرکوب داتامش به کاپادوکیه رفت، اما با خسارات سنگین مجبور به عقب‌نشینی شد.
وادفرداد به عنوان ساتراپ لیدی، مامور سرکوب شورش آریوبرزن ساتراپ فریگیه هلسپونت شد که با موفقیت توانست مرحله اولیه شورش وی را سرکوب کند. وادفرداد بعدها به شورش بزرگ ساتراپ‌ها پیوست.
وی در دوران پادشاهی اردشیر سوم همچنان به عنوان ساتراپ لیدی به حکومت ادامه داد. وی مامور سرکوب آرتاباز دوم، ساتراپ فریگیه هلسپونت و ایونیا که علیه پادشاه ایران شورش کرده بود، شد. او توانست با موفقیت آرتاباز دوم را سرکوب و به اسارت خود درآورد، اما پس از آن مجبور شد آزادش کند.

## مقاومت در برابر اسکندر مقدونی
پس از مرگ دریاسالار ممنون، در ۳۳۳ قبل از میلاد، وادفرداد و فارناباز سوم عهده‌دار فرماندهی ناوگان‌ها شدند و از محاصرهٔ موتیلنه کاستند، محاصره‌ای که توسط ممنون آغاز شده بود. سپس فارناباز به همراه زندانیان خود، کشتی‌هایش را به سمت لیکیه پیش برد و واوفرداد به حملهٔ خود به جزایر دیگر در دریای اژه که مورد پشتیبانی اسکندر مقدونی بود  ادامه داد. اما به زودی فارناباز دوباره به وادفرداد پیوست، و هردو با هم به سوی تندوس کشتی‌ها را راندند که مردمش به خاطر ترسی که به آنها اعمال شده بود خودشان را به پارسیان تسلیم کردند. حین این لشکرکشی‌ها، وادفرداد نیز به محاصرهٔ شهر ارتانئوس در میسیه پرداخت، اما بدون موفقیت بود.